# Élections générales maltaises de 1953
Les élections générales maltaises de 1953 (en anglais : Maltese general election, 1953) permettent d'élire les députés de la onzième législature de la Chambre des députés, pour un mandat de quatre ans.

## Résultats
- Résultats officiels.

| Parti politique                 | Siège de député |
| ------------------------------- | --------------- |
| Parti travailliste de Malte     | 19              |
| Parti nationaliste              | 18              |
| Parti des travailleurs de Malte | 3               |